# Paul Schebesta
Paul Joachim Schebesta SVD (tschechisch Pavel Šebesta; * 20. März 1887 in Groß Peterwitz, Landkreis Ratibor; † 17. September 1967 in Mödling bei Wien) war ein Steyler Missionar, Ethnologe und Erforscher sogenannter Zwergvölker (Pygmäen, Negritos) Afrikas und Asiens, zu denen er mehrere Forschungsreisen unternahm.

## Leben
Paul Schebesta besuchte das bischöfliche Gymnasium in Neisse und studierte ab 1905 im Missionshaus St. Gabriel in Maria Enzersdorf Ethnologie und Theologie. Nach Empfang der Priesterweihe 1911 wurde er als Mitglied der Gesellschaft des Göttlichen Wortes (Steyler Missionare) nach Mosambik entsandt, wo er während des Ersten Weltkriegs interniert war. Ab 1921 war er Dozent im Missionshaus Sankt Gabriel.
Schebesta widmete sich ethnologischen Studien und unternahm Forschungsreisen nach Malaysia (1924/25) und auf die Philippinen (1938/39). Ab den 1930er Jahren beschäftigte er sich vor allem mit den Pygmäen Zentralafrikas (insbesondere den Bambuti-Pygmäen vom Ituri), deren Lebensverhältnisse er auf insgesamt vier Expeditionen (1929, 1934/35, 1949/50 und 1954) erkundete.
Ab 1947 unterrichtete er an der Wiener Hochschule für Welthandel.
Sein ethnologisches Œuvre ist ganz in die Tradition seiner Mitbrüder, der Patres Wilhelm Schmidt (1868–1954), Wilhelm Koppers (1886–1961) und Martin Gusinde (1886–1969) um das Anthropos-Institut und seinen Vertretern der Kulturkreislehre einzuordnen. Dabei versuchte er nachzuweisen, dass der Monotheismus die Urform der Religion sei, der Polytheismus dagegen eine kulturelle Degenerations-Erscheinung darstelle.
Im Jahr 1957 erhielt Schebesta den Ehrenring der Stadt Wien für seine Leistungen.

## Schriften
- Bei den Urwaldzwergen von Malaya. Leipzig, Brockhaus, 1927
- Orang-Utan. Bei den Urwaldmenschen Malayas und Sumatras. Leipzig, F. A. Brockhaus Verlag, 1928
- Die religiösen Anschauungen der Semang-Zwerge von Malaya (Hinterindien). Düsseldorf, Druck und Verlag von L. Schwann, 1928 (Religiöse Quellenschriften. Band: 52)
- Bambuti, die Zwerge vom Kongo. Leipzig, F.A. Brockhaus, 1932
- Anthropologie středoafrických Pygmejů v Belgickém Kongu, Česká akademie věd a umění, 1933
- Vollblutneger und Halbzwerge. Forschungen unter Waldnegern und Halbpygmäen am Ituri in Belgisch Kongo. Leipzig, Verlag Anton Pustet 1934
- Der Urwald ruft wieder. Meine zweite Forschungsreise zu den Ituri-Zwergen. Salzburg Anton Pustet 1936
- Die Bambuti-Pygmäen vom Ituri. Bd. 2: Ethnographie der Ituri-Bambuti. Teil 1: Die Wirtschaft der Ituri-Bambuti (Belgisch-Kongo). Libraire Falk fils / van Campenhout Bruxelles 1941
- Die Bambuti-Pygmäen vom Ituri. Atlantis-Verlag Heft 4 1937
- Menschen ohne Geschichte. Eine Forschungsreise zu den 'Wild'-Völkern der Philippinen und Malayas 1938/39. Mödling 1947.
- Die Negritos Asiens. 2 Bände, 2. Band in 2 Bänden. Wien-Mödling, St.-Gabriel, 1954 und 1957
- (Hrsg.) Ursprung der Religion. Ergebnisse der vorgeschichtlichen und völkerkundlichen Erfahrungen. Berlin. Morus Verlag. 1961.
- Portugals Konquistamission in Südost-Afrika: Missionsgeschichte Sambesiens und des Monomotapareiches  (1560–1920) St. Augustin, Steyler Verlag 1966 (Studia Instituti Missiologici SVD Nr. 7) ISBN 3-87787-022-8
- Mezi nejmenšími lidmi světa, Praha, Mladá Fronta, 1959 (Mitautorin: Sína Lvová)
  - Portugal: a Missao da Conquista no Sudeste de Africa. Historia das Missioes da Zembesia e do Reino Monomotapa (1560–1920). Missionarios do Verbo Divino: Lisboa 2011, ISBN 978-989-97552-0-8.